# SingleTrac Entertainment Technologies

Logo SingleTrac Entertainment Technologies utilisé de 1995 à 1997

SingleTrac Entertainment Technologies Inc. (ou simplement SingleTrac) était un studio américain de développement de jeu vidéo basé à Salt Lake City dans l'Utah. L'équipe de gestion, ainsi qu'une bonne partie de l'équipe de développement originale provenaient de la firme Evans & Sutherland, apportant avec eux leurs graphismes en 3D et des compétences en génie logiciel dans l'industrie du jeu vidéo.
En 1997, GT Interactive Software rachète SingleTrac. Plus tard, en 1999, GT Interactive Software est racheté par Infogrames Entertainment qui la renomme Infogrames Inc.. En 2000, la marque SingleTrac est abandonnée et SingleTrac est fermé.
Les titres les plus célèbres de la société font partie des séries Twisted Metal et Jet Rider. Après la réalisation de ces jeux pour Sony Computer Entertainment, SingleTrac est racheté par l'éditeur GT Interactive, société qui sera par la suite rachetée par Infogrames.
SingleTrac est finalement fermé en 2000 par Infogrames Interactive. Un groupe d'employés décide de former le studio Incognito Entertainment, et prend en charge les anciennes franchises de SingleTrac, Twisted Metal et Warhawk pour Sony Computer Entertainment.

## Jeux
| Titre                        | Date de sortie | Plates-formes   |
| ---------------------------- | -------------- | --------------- |
| Warhawk                      | 1995           | PlayStation     |
| Twisted Metal                | 1995           | PlayStation     |
| Twisted Metal 2              | 1996           | PlayStation, PC |
| Jet Rider                    | 1996           | PlayStation, PC |
| Jet Rider 2                  | 1997           | PlayStation     |
| Critical Depth               | 1997           | PlayStation     |
| Rogue Trip                   | 1998           | PlayStation     |
| Streak: Hoverboard Racing    | 1998           | PlayStation     |
| Outwars                      | 1998           | PC              |
| Animorphs: Shattered Reality | 2000           | PlayStation     |